# کاسکین دم‌نواری
کاسکین دم‌نواری ( Cacicus latirostris )، که در گذشته لانه‌آویز دم‌نواری بود، گونه‌ای از پرندگان تیرۀ سیاه‌پرگان (Icteridae) است.
با تراکم کم در آمازون غربی در برزیل ، اکوادور ، پرو و جنوب کلمبیا یافت می‌شود.